# 2913 Horta
2913 Horta eller 1931 TK är en asteroid i huvudbältet som upptäcktes 12 oktober 1931 av den belgiske astronomen Eugène Joseph Delporte i Uccle. Det har fått sitt namn efter den belgiske baronen Victor Horta.
Asteroiden har en diameter på ungefär 10 kilometer.